# Psyllotoxoides albomaculata
Psyllotoxoides albomaculata là một loài bọ cánh cứng trong họ Cerambycidae.